# Pseudospirocyclina
Pseudospirocyclina es un género de foraminífero bentónico de la familia Spirocyclinidae, de la superfamilia Loftusioidea, del suborden Loftusiina y del orden Loftusiida. Su especie tipo es Pseudospirocyclina maynci. Su rango cronoestratigráfico abarca el Kimmeridgiense (Jurásico superior).

## Discusión
Clasificaciones previas incluían Pseudospirocyclina en el suborden Textulariina del orden Textulariida o en el orden Lituolida.

## Clasificación
Pseudospirocyclina incluye a la siguiente especie:
- Pseudospirocyclina maynci †